# بيجاي أرفيكساد
بيجاي أرفيكساد (18 مايو 1973 بلزابيم في فرنسا - ) (بالفرنسية: Pegguy Arphexad)‏ هو لاعب كرة قدم فرنسي في مركز حراسة المرمى. شارك مع منتخب فرنسا تحت 21 سنة لكرة القدم. أما مع النوادي، فقد لعب مع أولمبيك مارسيليا وستوكبورت كونتي وكوفنتري سيتي وليستر سيتي ونادي بريست ونادي لانس ونادي ليفربول ونادي ليل ونوتس كاونتي.

## وصلات خارجية
- بيجاي أرفيكساد على موقع الاتحاد الأوربي (الإنجليزية)
- بيجاي أرفيكساد على موقع قاعدة بيانات كرة القدم.إي يو (الإنجليزية)
- بيجاي أرفيكساد على موقع ليكيب (الفرنسية)
- بيجاي أرفيكساد على موقع Soccerbase.com (لاعب) (الإنجليزية)
- بيجاي أرفيكساد على موقع Soccerway.com (الإنجليزية)
- بيجاي أرفيكساد على موقع عالم كرة القدم.نت (الإنجليزية)